# Leonard Fredrik Rääf
Leonhard Fredrik Rääf (18. september 1786 - 9. juni 1872) var en svensk folklorist og forfatter.
Rääf, der blev student 1802, var medstifter af Vitterhetens vänner og en af de første medlemmer af Götiska förbundet. I "Iduna" offentliggjorde han den i svenske folkemindeforskning epokegørende afhandling Tankar om sättet at uppsöka och vårda fäderneslandets fornlemningar. Han bestemte sig hurtig for den videnskabelige vej, men bevarede en sand kulsviertro på folkets store fortid og det folkelige.
Efter 1805 at have aflagt kancellieksamen modtog han 1808 ansættelse i Riksarkivet, men 1810 overtog han familiens ejendomme i Ydre Herred, og her tilbragte han resten af sit liv med undtagelse af de ophold, han fra 1840 til 1851 gjorde i Stockholm for at deltage i rigsdagens forhandlinger, hvor han optrådte strengt konservativt.
Rääf var en flittig og arbejdsom forsker. Antallet af de brevskaber (fra 1281 til 1606), som han aftegnede, skal beløbe sig til henved tusinde; tillige bistod han ved udarbejdelsen af Svenskt diplomatarium og udarbejdede det værdifulde skrift Anteckningar öfver beskaffenheten af Sveriges offentliga handlingar under medeltiden (1831, i "Svenska Akademiens handlingar"). Af den svenske folklore har Rääf fortjenester ved sine righoldige samlinger.
Han benyttede opholdet i sin hjemstavn til udarbejdelse af Samlingar och anteckningar til en beskrivning öfver Ydre härad, I—V (1856—75), som foruden målordbog indeholder en mængde myter, eventyr, beskrivelse af søer, veje, skove, klima, frugtbarhed med mere, ligesom han optegnede overtroiske formler, lege og så videre, af hvilke syv håndskrevne kvartbind Svenska Skråk och signerier opbevares endnu.
Folkeviseindsamlingen skylder Rääf meget. Hans syn på viserne var forskellig fra Afzelius’es; denne så æstetisk på dem og gik ikke af vejen for "forbedringer", hvorimod Rääfs syn var strengere filologisk-antikvarisk. Samarbejde kom derfor ikke egentlig i stand; men Rääf betroede senere Arwidsson sine afskrifter, og de danner en væsentlig bestanddel af samlingen Svenska fornsånger, I—III (1834—44). Han behandledes i en monografi af Arvid Ahnfeldt, Leonard Fredrik Rääf af Småland och hans litterära umgängeskrets (1879).